# Hervé Jeanne
Hervé Laurent Jeanne (* 10. August 1972 in Luxemburg) ist ein luxemburgischer Jazzbassist und Musikjournalist. Er lebt im Raum Hannover.

## Wirken
Jeanne studierte zunächst E-Bass in Luxemburg und setzte sein Studium von 1991 bis 1997 in Hannover fort, wobei er sich zunehmend auf den Kontrabass konzentrierte; auch nahm er Unterricht in New York bei Ray Brown, Dave Holland und Eddie Gomez. Während des Studiums spielte er im Bundesjazzorchester. Dann leitete er sein Trio Swinging Affair, mit der er 2010 das Album Close veröffentlichte.
Jeanne gehörte zu After Hours, zur Lutz Krajenski Big Band und den Ensembles von Roger Cicero. Aktuell arbeitet er im Duo mit dem Pianisten Gregor Ftičar, mit dem das Album Lagamas entstand. Auch begleitete er Gene „Mighty Flea“ Conners, Ack van Rooyen, Peter Petrel, Bill Ramsey, Sandra Hempel, Eva Mayerhofer, Ken Norris, Cynthia Utterbach, Gitte Haenning, Stefan Gwildis und andere. Seit 1996 ist er Redakteur der Zeitschrift Bass Professor.